# Imcopex
Die Imcopex GmbH (Eigenschreibweise imcopex) ist ein Großhändler in den Bereichen Informations- und Kommunikationstechnologie, Verbrauchsmaterialien sowie Unterhaltungselektronik. Der Firmensitz befindet sich in Wentorf bei Hamburg. Geschäftsführer von Imcopex ist Massimo Cadinu.

## Profil und Geschäftszahlen
Das Sortiment umfasst Drucker, Kopierer, Verbrauchsmaterialien, Monitore, PCs, Notebooks, Netzwerkprodukte und Verbraucherelektronik wie Haushalts- oder Fitness-Geräte. Mit einigen Herstellern bestehen direkte Distributionsverträge. Im Jahr 2020 erwirtschaftete das Unternehmen einen Umsatz von 110,5 Mio. Euro und beschäftigte 80 Mitarbeiter. Der Großhändler beliefert Geschäftskunden wie Fachhändler, Systemhäuser und Online-Händler in über 100 Ländern.

## Geschichte

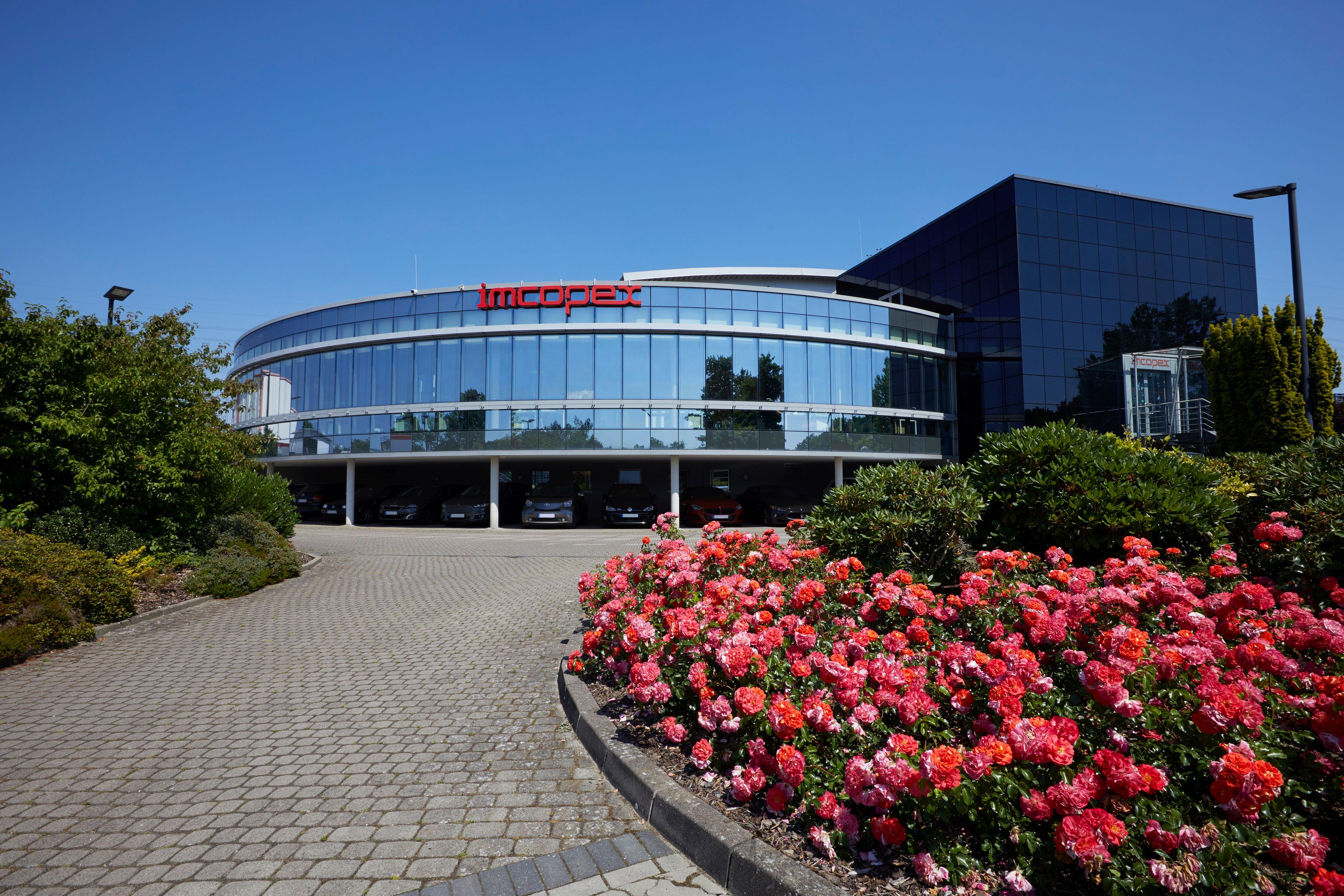
Firmengebäude von imcopex in Wentorf bei Hamburg

Das Unternehmen wurde 1984 in Hamburg-Bergedorf aus der Hans Bode KG als Großhandel für Büro-Verbrauchsmaterial gegründet. Der Name Imcopex leitet sich von „Import Copy Export“ ab. Bei der Gründung konzentrierte sich das Unternehmen auf den Import und Export von Fotokopierern, Druckern sowie Verbrauchsmaterialien wie Toner und Tinten.
1997 entstand in Wentorf bei Hamburg ein 2500 Quadratmeter großes Logistikzentrum. Der Firmensitz wurde in diese Gemeinde verlegt. Heute betreibt imcopex nach eigenen Angaben drei Lager mit einer Fläche von ca. 8.000 Quadratmetern. Im Jahr 2014 erweiterte der Großhändler das Sortiment um IT-Hardware und Unterhaltungselektronik, später um die Kategorien Spiele und Werkzeuge. Am 1. Dezember 2018 wurde ein Standort in Braunschweig eröffnet.